# Herb gminy Dzwola
Herb gminy Dzwola – jeden z symboli gminy Dzwola, autorstwa Roberta Szydlika, ustanowiony 19 marca 2016.

## Wygląd i symbolika
Herb przedstawia na tarczy w polu czerwonym dwie kopie w krzyż skośny, złote a na nich takaż trzecia na opak w słup - pomiędzy rozdwojoną gałązką sosny złotą, gdzie na dole każdej przy rozdwojeniu takaż szyszka.